# Cantonul Brassac
Cantonul Brassac este un canton din arondismentul Castres, departamentul Tarn, regiunea Midi-Pyrénées, Franța.

## Comune
| Comune               | Populație (1999) | Cod poștal | Cod INSEE |
| -------------------- | ---------------- | ---------- | --------- |
| Le Bez               | 834              | 81260      | 81031     |
| Brassac              | 1.363            | 81260      | 81037     |
| Cambounès            | 343              | 81260      | 81053     |
| Castelnau-de-Brassac | 754              | 81260      | 81062     |
| Le Margnès           | 48               | 81260      | 81153     |